# 1-(3-Chlorofenylo)piperazyna
1-(3-Chlorofenylo)piperazyna (mCPP) – organiczny związek chemiczny, stymulująca substancja psychoaktywna, pochodna piperazyny. mCPP może indukować silne bóle głowy, a u osób cierpiących na migreny może wywoływać atak choroby, z tego powodu substancja ta rzadko jest używana rekreacyjnie.